# Archaeospheniscus lopdelli
Il pinguino di Lopdell (Archaeospheniscus lopdelli Marples, 1952) è un uccello estinto della famiglia degli Sfeniscidi.
Questo pinguino è il più piccolo del suo genere.